# Marcha de la Familia
Con el título de Marcha da Família com Deus pela Liberdade se convocaron en Brasil una serie de manifestaciones públicas entre el 19 de marzo y el 8 de junio de 1964 en respuesta a una supuesta amenaza comunista, representada por las acciones de los grupos radicales y por la deriva del entonces presidente João Goulart, que tuvo como colofón la manifestación del 13 de marzo de aquel mismo año, en la movilización denominada Comicio de la Central.  En la fecha, el mandatario firmó dos decretos, permitiendo la expropiación de tierras en un rango de diez kilómetros en los márgenes de carreteras, ferrocarriles y caminos y transfiriendo al Gobierno Federal el control de cinco refinerías de petróleo que operaban en el país. Además, prometió realizar las llamadas reformas de base, una serie de cambios administrativos, agrarios, financieros y tributarios, que garantizaran lo que él llamaba justicia social. Fundamentándose en la función social de la tierra, con un discurso insuflado, el presidente hizo un llamamiento a la insubordinación, incitando a los militares a amotinarse en los cuarteles. A la vez, Goulart habló de reformas inmediatas y de subir los impuestos sobre las grandes fortunas. En un contexto polarizado por la tensión entre Estados Unidos y la Unión Soviética, las ideas del presidente fueron vistas como premonitorias de una dictadura socialista.
Varios grupos sociales, incluyendo el clero, el empresariado y sectores políticos diversos se organizaron en marchas, llevando a las calles más de un millón de personas con el objetivo de derrumbar al gobierno Goulart. La primera de las 49 marchas aconteció el día 19 de marzo – día de san José, patrón de la familia católica en São Paulo – y congregó cerca de 500.000 personas. Fue organizada por grupos como Campanha da Mulher pela Democracia (CAMDE), União Cívica Feminina (UCF), Fraterna Amizade Urbana e Rural, Sociedade Rural Brasileira, entre otros grupos, recibiendo también el apoyo de la Federación de Industrias del Estado de São Paulo (FIESP) y del controvertido Instituto de Pesquisas e Estudos Sociais (IPES). Para la ocasión, fue distribuido el "Manifiesto al pueblo de Brasil" pidiendo el alejamiento de Goulart de la presidencia. Después del golpe de Estado militar del 31 de marzo de 1964, las marchas pasaron a llamarse "Marchas de la Victoria". La mayor de ellas, articulada por el CAMDE en Río de Janeiro, llevó cerca de un millón de personas a las calles el 2 de abril de 1964.

## Movilización
| "O povo está cansado das mentiras e das promessas de reformas demagógicas. Reformas sim, nós a faremos, a começar pela reforma da nossa atitude. De hoje em diante os comunistas e seus aliados encontrarão o povo de pé. [...] Com Deus, pela Liberdade, marcharemos para a Salvação da Pátria!"—Texto do Manifesto ao Povo do Brasil. |

 La marcha fue ideada por el diputado federal Cuhna Bueno, del Partido Social Democrático de São Paulo, como una especie de respuesta conservadora al Comicio de la Central, con el objetivo de mostrar a los muñidores del golpe que había una base social de apoyo al movimiento que ellos auspiciaban. Tuvo como inspiración la oración anticomunista del padre irlandés Patrick Peyton, fundador del movimiento Cruzada del Rosario por la Familia. Cunha Bueno buscó a empresarios y a políticos, como el vicegobernador de São Paulo, Laudo Natel, para que ofrecieran apoyo logístico a su empresa. El entonces gobernador de São Paulo, Ademar de Barros, recaudó dinero para comprar camiones para la Fuerza Pública (actual Policía Militar del Estado de São Paulo) y garantizar el orden de la Marcha. Natel recomendó a Cunha Bueno que buscara a la monja Ana de Lourdes, nieta de Ruy Barbosa, para promover liderazgos femeninos. La religiosa vio amenazas a la fe católica en el discurso de Goulart, que afirmó que "no es con Rosarios que se combaten las reformas". Además de la reconocida persecución socialista a la fe cristiana.
La manifestación originalmente se llamaría "Marcha de Desagravio al Santo Rosario", pero Ademar de Barros ponderó que el nombre excluía a otras religiones y que la oposición al gobierno Goulart debería permanecer unida para conseguir deponer el presidente. Fue la diputada Conceição da Costa Neves la que propuso el nombre de Marcha da Família com Deus pela Liberdade. El gobernador paulista se hizo representar en la convocatoria de la marcha a través de su mujer, Leonor Mendes de Barros. El movimiento rápidamente conquistó adhesiones, pero faltaban liderazgos femeninos. El IPES, un centro de estudios, ofertó cursos sobre cómo predicar la unión de la familia contra la "amenaza roja".
Treinta asociaciones de empresarios firmaron el manifiesto de convocatoria de la Marcha, publicado en el periódico O Estado de S. Paulo. Alumnos del Instituto Presbiteriano Mackenzie y representantes de la FIESP formaron delegaciones de simpatizantes con la causa para comparecer en la Marcha. Simultáneamente, fueron distribuidos panfletos entre la población, mientras el clero hacía publicar mensajes dirigidos al Presidente. El publicitario José Carlos Pereira de Sousa creó eslóganes y carteles para el evento, con mensajes como  "Vermelho bom, só o batom", "Um, dois, três, Jango no xadrez", "Abaixo os imperialistas vermelhos" e "Verde e amarelo, sem foice nem martelo", mientras los seguidores del padre Peyton adoptaron el lema "La familia que reza unida permanece unida".

## Las marchas

### Primera marcha en São Paulo
| "Que sejam feitas reformas, mas pela liberdade. Senão, não. Pela Constituiçao. Senão, não. Pela consciência cristã do nosso povo. Senão, não."—Auro de Moura Andrade, entonces presidente del Senado, en discurso pronunciado durante la Marcha de 19 de marzo de 1964 en São Paulo. |

 El grupo de manifestantes, que comenzó a formarse desde las 14:00 horas, salió de la Plaza de la República a las 16:00 horas. Antes y durante la manifestación fueron distribuidas banderas de Brasil y el texto del "Manifiesto al Pueblo de Brasil". Una hora después, el grupo llegó a la Plaza de la Sé, donde el palanque estaba montado. La marcha recorrió la calle Barão de Itapetininga, la Plaza Ramos de Azevedo, el Viaduto del Té, la Plaza del Patriarca y la calle Derecha antes de llegar a la Plaza de la Sé.
En la plaza de la Sé, Leonor agitó la bandera mientras la banda de la Fuerza Pública tocaba el Himno Nacional. La Misa por la Salvación de la Democracia, realizada por el padre Peyton, dio inicio al evento, en el cual veinte inscritos hablaron por cinco minutos cada uno. El primer orador fue Amaro Cesar, seguido por el senador Padre Calazans (UDN-SP) Cunha Bueno; Geraldo Goulart, veterano de la Revolución Constitucionalista de 1932; Carolina Ribeiro, exsecretaria de educación de São Paulo; los diputados federales Arnaldo Cerdeira (PSP-SP), Herbert Levy (UDN-SP) e Plínio Salgado (PRP-SP), este último ideólogo de Ação Integralista Brasileira; o alcalde de Campinas, Ruy Hellmeister Novaes (PSB); los diputados estatales Camilo Aschar (UDN-SP), Conceição da Costa Neves (PSD-SP) y Everardo Magalhães (Partido Demócrata Cristiano (1945-1965), PDC-RJ); y el diputado estatal Ciro Albuquerque (PSP), presidente de la Asamblea Legislativa de São Paulo, que también pronunció unas palabras. Siempre que algún orador pronunciaba los nombres de Goulart, Leonel Brizola o Fidel Castro, la multitud reaccionaba con abucheos. Auro de Moura Andrade (PSD-SP), entonces presidente de Senado, realizó el último discurso. Entre otras personalidades ilustres presentes, estaban Carlos Lacerda (UDN), gobernador del Estado de la Guanabara, que no habló, y la presentadora de televisión Hebe Camargo.
A pesar de la gran adhesión, la Marcha fue blanco de algunas protestas. Durante la marcha, el diputado provincial Murilo de Sousa Reis (PTN-SP) tuvo que ordenar inspeccionar un edificio comercial, en la calle Barão de Itapetininga. La decisión de revisar el edificio vino después de haber sido arrojado un balde con agua sobre los manifestantes en uno de sus establecimientos. Se efectuó la detención del responsable y de otro individuo que lo acompañaba. Ambos fueron conducidos al Departamento de Orden Política y Social (DOPS) y liberados en la noche del mismo día. La Fuerza Pública también detuvo, en la plaza de la Sé, a dos jóvenes que llevaban dentro de un coche una gran cantidad de huevos. Según algunos testigos, los jóvenes tenían la intención de lanzar huevos a la multitud. Ambos fueron detenidos y encaminados al DOPS. Más tarde fue constatado que las cajas de huevos se destinaban a un supermercado y los dos fueron liberados.
La Marcha, sin embargo, fue básicamente organizada y protagonizada por ciudadanos de la clase media y de las clases populares. El embajador de Estados Unidos en Brasil, Lincoln Gordon, y uno de los articuladores junto a los militares brasileños del golpe de Estado, apuntó, en telegrama al Departamento de Estado de los Estados Unidos: "La única nota discordante fue la evidente y limitada participación de las clases más bajas en la marcha". Su asesor militar, Vernon Walters, aseguró conocer la falta de popularidad del movimiento y el recelo de que el golpe fracasara por falta de apoyo popular.

### Marchas en otras ciudades
Después de la marcha realizada en la capital, otras manifestaciones semejantes se sucedieron en el interior del estado de São Paulo. El 21 de marzo fueron realizadas marchas en Araraquara y Assis; el día 25, cerca de 80.000 personas marcharon en Santos; el día 28, los habitantes de Itapetininga realizaron su marcha y, el día 29, se produjeron marchas en Atibaia, Ipaussu y Tatuí. Las marchas llegaron también a otros estados. El día 24, se realizó una marcha en la ciudad de Bandeirantes en Paraná. Según el libro La dictadura militar en Brasil - La historia encima de los hechos, ocurrieron 49 marchas en todo el país entre e 19 de marzo y el 8 de junio de 1964, teniendo las marchas después del golpe recibido el nombre genérico de Marcha de la Victoria.

### Marcha de la Victoria en Río de Janeiro
La Marcha convocada para el día 2 de abril de 1964 en Río de Janeiro pasó a ser conocida como la Marcha de la Victoria. Celebrada dos días después del exitoso golpe de Estado, del 31 de marzo, conmemoraba la salida del poder del presidente Goulart. La marcha salió de la plaza de la Iglesia de la Candelaria a las 16:00 horas rumbo a la Esplanada del Castillo. Entre las instituciones que apoyaron esta Marcha estaban las Asambleas de Dios, la Asociación Cristiana de Jóvenes (ACM), la Asociación de Padres y Maestros, el CAMDE – (Campaña de la Mujer por la Democracia), creada en 1962 en el auditorio del periódico O Globo –  la Congregação de Belén, la Cruz Roja Brasileña, la Falange Patriótica, el Grupo de Excombatientes de la Fuerza Expedicionaria Brasileña (FEB) y la Sociedad Cristo Redentor. La idea de la Marcha partió del vicario de Ipanema, fray Leovigildo Balestieri, del ingeniero Glycon de Paiva y del general Golbery do Couto e Silva, siendo creada por Amélia Molina Bastos, hermana del general Antônio de Mendonça Molina, del sector de información y contrainformación del Ipês.

## El clero dividido
Teniendo Brasil la mayor comunidad católica de América, la movilización de los grupos conservadores católicos fue determinante para el triunfo del Golpe. Las capas conservadoras de la Iglesia Católica brasileñas ignoraron los mensajes de cuño social del papa Juan XXIII y se unieron para frenar el "peligro comunista". Encontraron respaldo en el plan de la ONG católica Caritas ("caridad" en latín), financiada por católicos de países ricos e implantada en casi todas las diócesis de Brasil. La acción de Caritas buscaba atenuar los efectos de la crisis socioeconómica que alcanzaba el país a través de la distribución de alimentos y medicamentos, pero también, y a la vez, adoctrinaba a los pobres para contraponerse a los ideales revolucionarios, en alza desde el éxito del Movimiento 26 de Julio que promovió la Revolución cubana de 1959.
El ejemplo más notorio del uso de la religión contra el presidente Goulart se dio a finales de 1963, cuando el entonces arzobispo de Río de Janeiro, Jaime de Barros Cámara, trajo a Brasil al padre Patrick Peyton, párroco estadounidense de origen irlandés conocido por sus plegarias anticomunistas. Con el lema "la familia que reza unida permanece unida", Peyton promovió una serie de eventos públicos de masas para los fieles brasileños en que asociaba los males del mundo a los "políticos ateos que quieren cambiar el orden natural de las cosas". Según Darcy Ribeiro, ministro de la Casa Civil de Goulart, Peyton inauguró las acciones de masa contra el gobierno brasileño. Percibiendo la agitación política promovida por el padre, Ribeiro lo llamó a Brasilia para convencerlo de rezar junto al presidente. La misa del padre para el presidente fue grabada y exhibida en la televisión. A pesar de la tentativa de minimizar el efecto de la oración anticomunista del sacerdote, el terreno para acciones de masa contra el gobierno ya estaba preparado. Años más tarde, Peyton fue apuntado por los historiadores norteamericanos como agente de la CIA, especialista en levantar las masas católicas contra el comunismo ateo en nombre de la Virgen María.
Por otro lado, los sectores progresistas, cuyo mayor icono era Hélder Câmara, obispo auxiliar de Río de Janeiro y más tarde arzobispo de Olinda y Recife, se pusieron a favor del enfrentamiento de los problemas sociales y del compromiso con el pueblo en la lucha por mejores condiciones de vida. Esa visión, sin embargo, solo comenzó a ganar fuerza entre los miembros de la Iglesia en Brasil a partir de la década de 1970, cuando hubo un aumento de la represión por parte del régimen militar contra los opositores. La Iglesia Católica, a partir de entonces, pasó a distanciarse del régimen militar, en especial en la figura de Paulo Evaristo Arns, arzobispo de São Paulo, que inicialmente apoyó el golpe militar.